# Leonardo Moledo
Pablo Leonardo Moledo (Buenos Aires, 20 de febrero de 1947- 9 de agosto de 2014) fue un escritor, matemático y periodista científico argentino. Fue profesor universitario; autor de libros de difusión científica y director del Planetario Galileo Galilei.

## Trayectoria
Después de estudiar en el Colegio Nacional de Buenos Aires se recibió de licenciado en Ciencias Matemáticas en la Facultad de Ciencias Exactas y Naturales de la Universidad de Buenos Aires. Siguió la carrera científica trabajando para el Consejo Nacional de Investigaciones Científicas y Técnicas (CONICET). Al mismo tiempo cursó Historia en la Facultad de Filosofía y Letras (UBA).
Ha desarrollado una exitosa carrera en el periodismo científico y la divulgación. Fue profesor titular de Periodismo Científico en la Facultad de Ciencias Sociales de la UBA y también profesor de Problemática de la Ciencia y Periodismo Científico en la Universidad Nacional de Entre Ríos.
Su tarea como divulgador científico se completa con notas, columnas y reportajes en varios periódicos. En Página/12, fue director del suplemento de ciencias Futuro, y autor de decenas de contratapas en las que desplegó su original concepción de la comunicación de las ideas científicas. Realizó programas en las radios Municipal y Rivadavia, ambas de la Ciudad de Buenos Aires. Fue guionista del ciclo televisivo Ciencia y Conciencia que se emitió por Canal 13 en 1989. 
Inspiró y condujo del ciclo "Universo Científico" producido por el Ministerio de Ciencia y Tecnología de la Provincia de Córdoba y la Universidad Nacional de Córdoba; se emitió por el Canal 10 de los Servicios de Radio y Televisión de esa Universidad.

## Premios
En 1994 recibió el diploma al mérito de la Fundación Konex como Mejor figura en la ciencia ficción. En 1997 recibió otro premio Konex, el Diploma al mérito como Mejor Figura de la Última Década en la categoría "Comunicación - Periodismo Argentino". 

## Funcionario
De 2000 a 2007 fue el director del Planetario Galileo Galilei de la Ciudad de Buenos Aires, además de Profesor de la Universidad de Buenos Aires, de la Universidad Nacional de Quilmes, de la Universidad Nacional de Entre Ríos y de la Universidad Nacional de Córdoba.

## Muerte
A un año de su fallecimiento el Planetario Galileo Galilei le rindió homenaje. Su familia donó al Planetario su biblioteca personal para que sea abierta al público.

## Frases
La divulgación científica es la continuación de la ciencia por otros medios.

La ciencia es un gran relato que el hombre se cuenta a sí mismo sobre el mundo y que el mundo le cuenta al hombre sobre él. Para mí tiene tanta fuerza y belleza como los relatos mitológicos. Pensar que el universo empezó con una gran explosión, que se fue desplegando en gases que se concentraron en estrellas que explotaron y dieron lugar a otras, tienen un encanto muy parecido al de los mitos.

## Obra
En el campo de la creación literaria se ha destacado como autor de:
- Tres novelas

La mala guita (1976)
Verídico informe sobre la ciudad de Bree (1985)
Tela de Juicio (1987)
- Dos piezas teatrales (estrenadas en el Centro Cultural General San Martín)

Las reglas del juego (1985)
El regreso al hogar (1987)
- Libros de divulgación científica para todas las edades, entre ellos:

De las Tortugas a las estrellas (1995)
La evolución (para niños, 1995)
El Big Bang (para niños, 1995)
Dioses y demonios en el átomo (1996)
Curiosidades del Planeta Tierra (1997)
La relatividad del movimiento (para niños, 1997)
Curiosidades de la ciencia (2000)
Diez teorías que conmovieron al mundo (I y II), (Coautor: Esteban Magnani, 2006, publicado en España con el título Así se creó la ciencia)
El café de los científicos, sobre Dios y otros debates , (Coautor: Martín de Ambrosio, 2006)
El café de los científicos (II), de Einstein a la clonación, (Coautor: Martín de Ambrosio, 2007)
La leyenda de las estrellas (2007)
Lavar los platos (Coautor: Ignacio Jawtuschenko)(2008)
Los mitos de la ciencia (2008)
El último café de los científicos (Coautor: Javier Vidal, 2011)
- Numerosos cuentos, algunos incluidos en antologías de ciencia ficción, y publicados en diarios destacados de la prensa argentina (Clarín, Página/12) y en revistas como El Péndulo y Minotauro.
- En 1996 escribió una Agenda Científica y la serie de fascículos Un viaje por el universo, ambos editados por el diario argentino Página/12.
- Desde el 10 de octubre de 2012 hasta el 24 de julio de 2013 publicó en Página/12 una colección de cuarenta fascículos que desarrollan la historia de la ciencia y sus principales postulados. Estos fueron compilados luego en formato de libro bajo el título Historia de las ideas científicas (de Tales de Mileto a la máquina de Dios).ilustrados por Milo Lockett. Fue su última publicación, realizada en 2014, y en coautoría con Nicolás Olszevicki. El libro se propone ser la "primera historia general de la ciencia ensayada en la Argentina en los últimos 50 años".[6]